# 天主教利伯維爾總教區
天主教利伯維爾總教區（拉丁語：Archidioecesis Liberopolitanus）是加蓬一個羅馬天主教教省總教區，下轄四個教區。此總教區是該國唯一一個總教區。
兩幾內亞暨塞內岡比亞宗座監牧區於1842年1月22日設立，同年10月3日升為宗座代牧區，1955年9月14日升為教區。教區於1958年12月11日升為總教區。
總教區管轄河口省和中奧果韋省，2004年時有289,500名教友（佔轄區總人口52.3%）、廿二個堂區和四十三名司鐸。
現任總主教為若望-博德·伊巴-巴，榮休總主教為巴西略·姆韋-昂戈納。